# Le Cœur à l'envers
Pour plus de détails, voir Fiche technique et Distribution.
Le Cœur à l'envers est un film franco-espagnol réalisé par Franck Appréderis, sorti en 1980.

## Synopsis
Julien revient au domicile de sa mère, Laure, après des années d'absence vécues notamment auprès de son père, qui avait profité de la reprise des études de psychologie de sa femme pour quitter le domicile. Les relations entre le fils et la mère se révèlent compliquées, Julien voulant être l'unique objet d'affection de la part de Laure.

## L'histoire développée
(Issue du travail de recherche et archives du biographe référent d'Annie Girardot : Alan O'Dinam)
Laure, quarante-cinq ans, psychologue de métier, vit seule. Son mari l’a quittée il y a plus de dix ans mais elle ne s’en plaint pas. Julien, 23 ans, son fils qu’elle n’avait pas vu depuis dix ans également, débarque chez elle sans prévenir. D’abord avec surprise, puis avec énormément de tendresse, ils se retrouvent. Peut-être avec un peu plus de tendresse que n’ont habituellement une mère et son fils. Au point que Laure s’interroge sur cette situation inattendue. Elle vit en ce moment une histoire sentimentale avec Guillaume, un artiste tendre et cultivé, mais Julien s’en montre jaloux. Par son exhubérance, Julien va ensoleiller la vie un peu bourgeoise de sa mère. Sur ses conseils, elle change de toilette et de maquillage. Laure est ravie et, quand elle doit partir en Espagne pour un congrès de psychologie, elle n’hésite pas un instant : elle emmène son fils. Elle quitte bien vite ses obligations professionnelles pour s’accorder une virée en Espagne avec son fils. Un tour d’Espagne tendre et romantique, presque passionnel. Laure se rend compte qu’elle vit l’aventure de sa vie. Le ciel paradisiaque du sud de l’Espagne est un merveilleux décor pour ce bonheur voué à l’éphémère. Laure et Julien se comportent désormais comme des amoureux. Mais Laure n’est pas dupe, elle sait que leur idylle ne pourra pas continuer. En rencontrant des amis de Julien, elle s’aperçoit que le fossé des générations existe toujours. Brutalement rappelée à la réalité, elle décide de quitter Julien et de rentrer à Paris. Son fils lui fait une scène terrible. Seul, désespéré, triste, il erre dans la ville et supplie Laure de lui revenir. Elle répond par un télégramme : « Je t’attends. Je t’attendrai toujours. Signé : Laure », et puis elle change d’avis et signe « Maman ». Elle a remis les choses en place. Julien, pour avoir trop aimé, reste seul. Il monte dans un  train en partance pour un ailleurs, le plus loin possible...

## Fiche technique
- Titre français : Le cœur à l'envers
- Titre espagnol : Otra mujer
- Titre russe : Сердце наизнанку
- Titre USA : My heart is upside down
- Réalisation : Franck Appréderis
- Assistant réalisateur Michel Garnier, aidé de Valérie Paulin et Luis Izquierdo
- Scénario : Odile Barski
- Adaptation : Odile Barski et Franck Appréderis
- Dialogues : Gérard Brach
- Directeur photo : Charlet Recors, assisté de Julio Leiva et Juan-Luis Aguilar
- Montage : Laurence Leininger (images), Catherine Kelber (son)
- Musique : Jean Musy (sortie en vinyle 33 tours), Wolfgang Amadeus Mozart
- Son : Bernard Ortion, assisté de Jean-Bernard Thomasson
- Décors : Gérard Daoudal, assisté de Alain Pitrel
- Costumes Mic Cheminal
- Costumes Annie Girardot : Sonia Rykiel
- Sociétés de production : 5 Continents (Paris) - José Luis Tafur P.C. (Madrid)
- Producteur délégué : Bernard Lenteric
- Tournage : du 25 février au 10 avril 1980
- Pays d'origine :  France |  Espagne
- Format : Couleurs — 35 mm — 1,66:1 — Son : Mono
- Genre : Comédie dramatique
- Durée : 90 minutes (1 h 30)
- Date de sortie : 
  - France : 10 septembre 1980
  - Espagne : 21 janvier 1982
- Film sorti en vidéo chez Vidéo International, puis chez Fil à Film, mais toujours inédit en DVD.

## Distribution
- Annie Girardot : Laure Rivière
- Laurent Malet : Julien Rivière
- Charles Denner : Guillaume Humbert, l'ami de Laure
- Stéphane Audran : Jeanne
- Florence Pernel : Pauline, la fille de Jeanne
- Roland Bertin : Monsieur Pascal, le voisin
- Claude Legros : le gardien de musée
- Victoria Abril : l'hôtesse espagnole au Congrès
- Sébastien Drai : le petit garçon
- Coralie Clément : la concierge
- Hatano : le Japonais
- Adolfo Thous
- Jose-Maria Guillén
- Lidia Lopez
- Eduardo Bea
- Marie-José Sulme
- Simon Andreu
- Julie Jézéquel

## Annie Girardot et la critique
(Travail de recherche et archives du biographe référent d'Annie Girardot : Alan O'Dinam)
- "Avec son autorité, son port de tête, sa façon de se déplacer, ses expressions et ses gestes très concertés, Annie Girardot rappelle, aujourd’hui, Françoise Rosay. Elle en a le métier mais elle le met au service de films impossibles". (Jacques Siclier, Le Monde, 14-9-80)
- "Ce jeu d’ambiguités qui n’osent pas dire leur nom, plus forcé dans la forme qu’il ne l’est dans le fond, ne traduit et n’inspire que des émotions artificielles, et cette fois encore, le récit n’est rendu supportable que par le talent des acteurs, Annie Girardot, le sympathique Laurent Malet..." (Louis Chauvet, Le Figaro, 15-9-80)
- "Disons les choses telles qu’elle doivent être dites : sans la présence éblouissante d’Annie Girardot, sans le jeu simple, profond, tendre et dur à la fois de Laurent Malet, ce film ne mériterait certainement pas qu’on s’y attardât plus longtemps qu’à l’occasion d’une notule. Mais il y a Girardot, mais il y a Malet (...). Annie Girardot, c’est une corde de harpe. Elle vibre selon la façon qu’on a de le frôler : c’est tantôt le tonnerre et tantôt le bruissement. Souvent les deux ensemble -et c’est alors qu’elle est bouleversante". (V.S.D., 18-9-80)